# إيلا بالينسكا
إيلا بالينسكا (بالإنجليزية: Ella Balinska) هي ممثلة إنجليزية. ولدت يوم 4 أكتوبر 1996 في لندن في المملكة المتحدة. اشتهرت ببطولة فيلم الحركة الكوميدي شارليز آنجلز وسلسلة أفلام "نيتفليكس" الأصلية "ريزيدنت إيفل".

## روابط خارجية
- إيلا بالينسكا على موقع IMDb (الإنجليزية)
- إيلا بالينسكا على موقع ألو سيني (الفرنسية)
- إيلا بالينسكا على موقع قاعدة بيانات الفيلم (الإنجليزية)